# Episodi di This Is Us (seconda stagione)
La seconda stagione della serie televisiva This Is Us, composta da 18 episodi, è stata trasmessa negli Stati Uniti in prima visione assoluta dal canale NBC dal 26 settembre 2017 al 13 marzo 2018.
Il quattordicesimo episodio, Super Bowl Sunday, è stato trasmesso dopo il Super Bowl LII, venendo seguito da 26,98 milioni di telespettatori.
In Italia, la stagione è stata trasmessa in prima visione assoluta sul canale a pagamento Fox Life della piattaforma satellitare Sky dal 23 ottobre 2017 al 17 aprile 2018, mentre in chiaro su LA7d nel corso del 2024.
| nº | Titolo originale                  | Titolo italiano                              | Prima TV USA      | Prima TV Italia  |
| -- | --------------------------------- | -------------------------------------------- | ----------------- | ---------------- |
| 1  | A Father's Advice                 | Un consiglio paterno                         | 26 settembre 2017 | 23 ottobre 2017  |
| 2  | A Manny-Splendored Thing          | Il Tato è una cosa meravigliosa              | 3 ottobre 2017    | 30 ottobre 2017  |
| 3  | Déjà Vu                           | Alti e bassi                                 | 10 ottobre 2017   | 6 novembre 2017  |
| 4  | Still There                       | Sempre lì                                    | 17 ottobre 2017   | 13 novembre 2017 |
| 5  | Brothers                          | Fratelli                                     | 24 ottobre 2017   | 20 novembre 2017 |
| 6  | The 20's                          | Tess                                         | 31 ottobre 2017   | 27 novembre 2017 |
| 7  | The Most Disappointed Man         | Linee parallele                              | 7 novembre 2017   | 4 dicembre 2017  |
| 8  | Number One                        | Numero Uno                                   | 14 novembre 2017  | 11 dicembre 2017 |
| 9  | Number Two                        | Numero Due                                   | 21 novembre 2017  | 18 dicembre 2017 |
| 10 | Number Three                      | Numero Tre                                   | 28 novembre 2017  | 20 febbraio 2018 |
| 11 | The Fifth Wheel                   | Ruota di scorta                              | 9 gennaio 2018    | 27 febbraio 2018 |
| 12 | Clooney                           | La scatola                                   | 16 gennaio 2018   | 6 marzo 2018     |
| 13 | That'll Be The Day                | Super Bowl                                   | 23 gennaio 2018   | 13 marzo 2018    |
| 14 | Super Bowl Sunday                 | La domenica del Super Bowl                   | 4 febbraio 2018   | 20 marzo 2018    |
| 15 | The Car                           | La macchina                                  | 6 febbraio 2018   | 27 marzo 2018    |
| 16 | Vegas, Baby                       | Las Vegas, baby                              | 27 febbraio 2018  | 3 aprile 2018    |
| 17 | This Big, Amazing, Beautiful Life | Questa grande, meravigliosa, bellissima vita | 6 marzo 2018      | 10 aprile 2018   |
| 18 | The Wedding                       | Il matrimonio                                | 13 marzo 2018     | 17 aprile 2018   |

## Un consiglio paterno
- Titolo originale: A Father's Advice
- Diretto da: Ken Olin
- Scritto da: Dan Fogelman

### Trama
1997. L'indomani del litigio tra Rebecca e Jack dopo il bacio con Ben, i tre figli capiscono che qualcosa non va quando vedono che stranamente è la madre ad aspettarli in auto. Rebecca li porta in un fast food dove ad aspettarli c'è Jack e decidono di spiegare ai loro figli quello che sta succedendo tra di loro. Alla notizia che Jack starà via di casa per un po', i ragazzi reagiscono piuttosto male e Kate sembra prenderla peggio degli altri. Randall, di nascosto da tutti, aveva assistito ad una parte del litigio e decide di fare forza a Rebecca. Jack va a stare da Miguel ma, dopo appena un giorno, sua moglie gli chiede di tornare a casa. A quel punto, Jack decide di confessarle di essere un alcolista e che questa situazione va avanti già da molto tempo. Rebecca gli rinnova la proposta di tornare a casa e lo rassicura, dicendogli che cercheranno di risolvere questo problema insieme.

1998. Un incendio ha distrutto la casa dei Pearson e si intuisce che Jack sia rimasto ucciso nel rogo. Rebecca, Kate e Randall si disperano per l'accaduto e Kate capisce di dover essere lei a comunicare la notizia a Kevin.

Presente. Randall e sua moglie discutono molto riguardo all'adozione di un bambino. Beth non riesce ad accettare la cosa, ma alla fine decide di proporre a suo marito di adottare un bambino problematico da poter aiutare, piuttosto che adottare un neonato. Kate vorrebbe partecipare ad un'audizione ma quando vede le altre ragazze (tutte magre) crede di essere inadatta e va via. È il compleanno dei gemelli; Beth regala a Randall la raccolta di poesie scritta da William che ha fatto rilegare. Sophie dà buca a Kevin per stare con sua madre malata e così vanno a cena fuori soltanto lui, Kate e Toby. Al ristorante Toby si sente messo da parte a causa dell'atteggiamento di Kevin verso sua sorella e decide di andare via. Dato che sta per sposarla, Toby vorrebbe essere il principale supporto di Kate e vorrebbe iniziare a prendersene cura da solo, ma il rapporto tra i gemelli è così stretto da sentirsi fuori posto. Kate decide poi di tornare all'audizione ma viene scartata; pensando di essere stata discriminata per via del suo peso, fa una scenata ma poi capisce che la causa è invece da imputare alla sua esibizione scadente ed al lungo periodo di inattività nel canto. Un po' sconfortata, propone a Toby e Kevin di accompagnarla a bere qualcosa ma Kevin, per aiutare Toby, decide di lasciarli soli. Ad aspettarlo, però, trova Sophie che nel frattempo gli fa una sorpresa di compleanno.
- Ascolti USA: telespettatori 12 940 000[7]

## Il Tato è una cosa meravigliosa
- Titolo originale: A Manny-Splendored Thing
- Diretto da: John Fortenberry
- Scritto da: Dan Fogelman e Bekah Brunstetter

### Trama
1989. I bambini devono partecipare ad un Talent Show e Kate ha preparato una canzone; Rebecca cerca di fare di tutto per supportarla, ma Kate prende la cosa in maniera negativa e, anche per il fatto di non sentirsi brava come sua madre, decide di non esibirsi. Jack diventa dipendente dall'alcool e Rebecca gli ordina di risolvere il problema. Il lavoro lo mette sotto pressione e la tentazione di bere è forte, ma decide di trovare uno sfogo alternativo in una palestra.

1997. Jack confida a Kate di essere un alcolista e di sentire di aver deluso lei ed i suoi fratelli, poi decide di prendere parte alle riunioni degli alcolisti anonimi.

Presente. Kevin viene ingaggiato di nuovo per interpretare il Tato in un episodio speciale della serie ed invita tutta la famiglia ad assistere. Beth e Randall continuano a discutere per l'adozione: Randall ha paura che adottare un bambino già grande e con problemi possa essere troppo per loro e non riesce a fare a meno di pensare al peggio. Kate viene ingaggiata da una band come sostituta della loro cantante e decide di andare via per potersi esibire. Toby ovviamente vuole assistere alla sua serata ed anche Rebecca decide di andare. Durante l'esibizione, vedere sua madre lì provoca in Kate molto nervosismo e alla fine della serata le due finiscono per discutere, ma alla fine finiscono per riappacificarsi. Kevin è molto nervoso all'idea di rivedere il regista de "Il Tato" e pensa che il suo obiettivo sia solo quello di umiliarlo; Sophie lo rassicura e lo esorta a fare il suo lavoro con maturità e la serata è un vero successo. Dopo lo spettacolo, Kevin e Beth parlano dell'adozione e della reazione di Randall; Kevin le spiega che suo fratello non fa mai nulla senza essere prima sicuro di avere successo e le confida che l'unica volta in cui ha corso un rischio è stato per chiedere a lei di uscire la prima volta. Le parole di Kevin rassicurano Beth che raggiunge suo marito e gli fa capire che insieme possono farcela.
- Ascolti USA: telespettatori 11 060 000[8]

## Alti e bassi
- Titolo originale: Déjà Vu
- Diretto da: Glenn Ficarra e John Requa
- Scritto da: Isaac Aptaker e Elizabeth Berger

### Trama
1997. Jack continua le sue sedute con gli alcolisti anonimi e cerca di recuperare il suo rapporto con Rebecca. Randall cerca i suoi genitori biologici; una donna risponde al suo annuncio e gli chiede di incontrarsi ma, al momento dell'incontro, capisce che la donna non è davvero sua madre e che vorrebbe approfittare di lui. Shelly consiglia a Rebecca di organizzare un appuntamento romantico con Jack; lei si lascia convincere ma la serata non va come avrebbe voluto e decidono di tornare a casa. Durante il viaggio di ritorno, però, hanno la possibilità di parlare come non facevano da molto tempo ed entrambi sono molto contenti della cosa.

Presente. Gli assistenti sociali danno in affido a Beth e Randall una ragazzina di 12 anni di nome Deja. Kevin inizia le riprese del film di Ron Howard e porta Kate sul set; qui le presenta Sylvester Stallone, il quale sarà un suo co-protagonista nel film. Stallone era l'idolo di Jack e Kate decide di raccontargli la storia di suo padre e di ringraziarlo per averlo sempre tirato su di morale. Poco prima di girare la scena più importante del film, Sylvester Stallone parla a Kevin di ciò che le ha raccontato Kate e gli dice che suo padre sarebbe stato sicuramente orgoglioso di lui e dei suoi successi nel lavoro; Kevin è sempre molto nervoso quando si tratta di Jack e questa conversazione lo manda in ansia, impedendogli di recitare al meglio durante le riprese. Decide quindi di parlare a Kate e sfoga con lei la sua rabbia, spingendola a lasciare il set. Deja arriva a casa di Randall e, poco dopo l'uscita dell'assistente sociale, avviene già un litigio con Beth. Durante la notte e dopo essersi calmata, la ragazza va nella cameretta delle bambine di Randall e le tre iniziano a fare un po' di amicizia. L'indomani Randall le parla e le racconta la sua storia, provando a metterla a proprio agio, ma quando le dice che sua madre potrebbe passare molto tempo in prigione la ragazza si chiude di nuovo in sé stessa. Kevin telefona a Kate per riappacificarsi con lei.
- Ascolti USA: telespettatori 11 020 000[9]

## Sempre lì
- Titolo originale: Still There
- Diretto da: Ken Olin
- Scritto da: Vera Herbert

### Trama
1989. I Pearson si preparano ad una tempesta di neve, mentre Kevin e Kate si ammalano di varicella. La madre di Rebecca va a fargli visita e, a causa della neve, si ferma per la notte. I suoi atteggiamenti verso Randall mandano Rebecca su tutte le furie; quando anche Randall e Jack si ammalano, le due donne restano da sole e Rebecca sfoga il suo malcontento contro sua madre, accusandola di razzismo. L'indomani, dopo aver pulito il vialetto di casa, la madre di Rebecca può andare via ma prima decide di scusarsi con sua figlia e di andare nella cameretta di Randall per salutarlo; dopo aver parlato un po' con lui, si rende conto che si tratta di un bambino davvero speciale.

Presente. Kevin subisce un intervento al ginocchio che porta Ron Howard a riscrivere le scene finali del film, dando le battute di Kevin ad un altro attore. Questo gli causa molto dispiacere, anche perché gli riporta alla mente il momento in cui il suo primo incidente al ginocchio lo costrinse a lasciare la sua carriera nel football, di cui suo padre andava molto orgoglioso. Randall e Beth cercano di trovare una soluzione al fatto che Deja sembri non curare la sua igiene personale. Beth cerca di parlarle e la convince a lasciarsi lavare i capelli, dopodiché nota che la ragazzina soffre di alopecia e le acconcia i capelli in modo da nascondere il problema. Dalle parole di Deja scopre che la sua alopecia si aggrava con lo stress e ne parla con Randall; lui vorrebbe instaurare un buon rapporto con lei e così decide di invitarla a correre insieme a lui per smaltire lo stress. Deja, però, capisce che Beth ha quindi raccontato le sue confidenze a Randall e decide di tagliarsi i capelli per dispetto. Toby nota che Kate si comporta in maniera strana e pensa che la colpa sia del suo desiderio di dimagrire e dell'ansia che prova per la sua imminente esibizione. Si scopre, invece, che Kate è alla sesta settimana di gravidanza.
- Ascolti USA: telespettatori 10 650 000[10]

## Fratelli
- Titolo originale: Brothers
- Diretto da: John Requa e Glenn Ficarra
- Scritto da: Tyler Bensinger

### Trama
Anni '50. Scopriamo che Jack aveva un fratello minore di nome Nicky.

1989. Jack organizza una notte in campeggio insieme a Kevin e Randall per cercare di farli andare più d'accordo. Rebecca e Kate organizzano una giornata all'insegna del cinema e della manicure ma arriva una telefonata inaspettata: il padre di Jack è in fin di vita. Rebecca cerca di contattare suo marito al campeggio e nel frattempo va insieme a Kate alla casa di cura per incontrare per la prima volta suo suocero. Quando finalmente riesce a farsi richiamare da Jack gli chiede se ha voglia di vedere suo padre un'ultima volta ma la sua risposta è negativa. Così, prima di andare via, Rebecca dice a suo suocero che Jack, a differenza sua, è un ottimo padre ed un buon marito. In campeggio i problemi tra Kevin e Randall continuano, nonostante Jack provi più volte a far cambiare atteggiamento a Kevin; quando poi il bambino capisce che Randall sta cercando di sforzarsi per andare d'accordo, decide di fare altrettanto.

Presente. Kevin inizia ad essere dipendente dagli antidolorifici e, quando finisce le pillole, si butta sull'alcool e cerca di contattare il suo medico per avere una nuova prescrizione. Sophie organizza un'asta di beneficenza in cui le donne cercheranno di aggiudicarsi il Tato e Kevin invita anche Randall e la sua famiglia. Beth vorrebbe declinare l'invito ma Deja chiede di poter partecipare e così Randall le compra un vestito per l'occasione e la accompagna alla serata. Al momento di salire sul palco, però, Kevin non si presenta perché è ubriaco e continua a telefonare al medico, così Sophie lo accusa di averla messa in ridicolo a causa del suo problema. Randall cerca di comportarsi normalmente con Deja ma, quando lei cerca di mangiare il guscio di un gamberetto, istintivamente lui le colpisce la mano per farle capire che non è commestibile. Deja scappa in bagno e solo con un po' di insistenza Randall riesce a farle confessare che l'accaduto le ha ricordato quando veniva picchiata da una donna presso la quale era in affido tempo prima. Kate confessa a Toby di essere incinta, ma gli dice anche di non farsi troppe speranze perché la sua età ed il suo sovrappeso eccessivo potrebbero influire negativamente sulla gravidanza.
- Ascolti USA: telespettatori 10 600 000[11]

## Tess
- Titolo originale: The 20's
- Diretto da: Regina King
- Scritto da: Don Roos

### Trama
Halloween 1990. I bambini si preparano per andare a bussare alle case del quartiere; Randall disegna una mappa molto dettagliata delle case da visitare per massimizzare la raccolta dei suoi dolci preferiti, ma i suoi fratelli non sembrano volerlo seguire, mentre Kate decide all'ultimo momento di volersi vestire da Sandy di Grease, anche se sua madre ha appena finito di prepararle un costume da veterinario. Jack accontenta Kate e viene accusato da Rebecca di essere troppo accondiscendente nei suoi confronti, mentre a sua volta accusa la moglie di avere troppa accondiscendenza per Randall. Visto che i gemelli non vogliono seguire la mappa, Jack e Rebecca decidono di dividersi e fare percorsi diversi. Jack va con i gemelli e scopre che Kate ha una cotta per un compagno di scuola che però non sembra ricambiarla; Kevin, allora, decide di dare a quel ragazzino tutti i suoi dolci per convincerlo a prendere per mano sua sorella, per vederla felice. Rebecca intanto accompagna Randall ma, ad un certo punto, prova a convincerlo a bussare anche ad una casa che non aveva previsto nella sua mappa, al fine di ammorbidire un po' la sua mania di controllo; dopo un momento di titubanza, Randall decide di accontentare sua madre ma finisce per scoprire che Kevin e Kate avrebbero dovuto avere un altro gemellino. Così, senza il supporto di Jack, Rebecca si vede costretta a raccontare a Randall la storia del piccolo Kyle e della sua adozione.

Halloween 2008. Beth è ormai al termine della sua gravidanza e il giorno successivo è prevista l'induzione del parto e per l'occasione Rebecca arriva da loro. Due mesi prima Randall ha avuto un esaurimento nervoso e le due donne sono ancora un po' perplesse riguardo alle sue condizioni, soprattutto in vista dell'arrivo imminente del bambino. Il parto, però, avviene prima del previsto e Beth partorisce in casa con l'aiuto di Randall e Rebecca. Kevin lavora da un parrucchiere e spera di riuscire a diventare un attore mentre Kate, dopo un'avventura deludente con un uomo sposato, decide di raggiungere suo fratello a Los Angeles e trasferirsi lì. Rebecca si iscrive a Facebook e, casualmente, si rimette in contatto con Miguel dopo tanti anni.
- Ascolti USA: telespettatori 8 430 000[12]

## Linee parallele
- Titolo originale: The Most Disappointed Man
- Diretto da: Chris Koch
- Scritto da: Kay Oyegun

### Trama
1981. Jack e Rebecca vanno in tribunale per ottenere l'adozione definitiva di Randall; contemporaneamente, anche William compare davanti ad un giudice e rischia di finire in prigione a causa della sua tossicodipendenza. Il giudice, però, decide di dargli una seconda chance e lo convince a cambiare vita.

2016. Dopo 35 anni di sobrietà, William scopre di avere un cancro e che le cure sono ormai inutili. Acquista della droga e torna a casa ma, poco prima di iniettarsela, Randall bussa alla sua porta e si presenta come suo figlio.

Presente. Randall accompagna Deja ad un incontro con sua madre in prigione, ma la donna decide di non incontrarla. La ragazzina ne rimane molto delusa e così Randall decide di tornare al penitenziario per parlarle personalmente, scoprendo che si tratta di una donna fermamente decisa a prendersi cura di sua figlia in futuro. Si rende conto, quindi, che lui e Beth dovranno cercare di non affezionarsi troppo a lei e decide di lasciare a sua madre il loro numero di telefono, in modo da consentirle di telefonare spesso alla figlia. Kate e Toby rivelano a Kevin che avranno un bambino, dopodiché decidono di comunicarlo alla madre di Toby. Si tratta di una donna molto religiosa e, prevedendo un suo rifiuto all'idea di un bambino fuori dal matrimonio, Kate propone di recarsi immediatamente in municipio e sposarsi civilmente. Toby, però, sa bene che Kate ama l'idea del matrimonio in grande e così decide di farle la proposta in maniera adeguata. Kevin cerca di rimandare continuamente il suo trasferimento a New York da Sophie e continua ad assumere farmaci di nascosto; alla fine decide di partire ma, una volta arrivato da Sophie, le confessa di sapere che non potrà mai essere un buon marito per lei.
- Ascolti USA: telespettatori 9 890 000[13]

## Numero Uno
- Titolo originale: Number One
- Diretto da: Ken Olin
- Scritto da: K.J. Steinberg

### Trama
1997. I ragazzi sono alle prese con la scelta del College e Kevin manda a monte la possibilità di ottenere una buona borsa di studio come giocatore di football. Il fatto che suo padre sia caduto nell'alcolismo gli causa un forte malessere, ma quando capisce che i suoi comportamenti rendono più difficile resistere per Jack, si rende conto di aver sbagliato. Jack accompagna Randall a visitare un College e non può assistere alla partita di football di Kevin; durante l'incontro, il ragazzo subisce un grave infortunio al ginocchio che mette fine alla sua carriera e sarà proprio suo padre a dargli la forza di andare avanti, regalandogli la sua catenina della motivazione.

Presente. Kevin va a Pittsburgh per un incontro tra ex alunni ma prima decide di passare davanti alla casa in cui abitava da bambino e che poi è andata a fuoco; ora è stata completamente ricostruita ed è abitata da un'altra famiglia. La scuola gli conferisce un riconoscimento e, al momento del discorso, dice al pubblico che in realtà non è una persona di successo e che ci sono molte altre persone che meriterebbero dei riconoscimenti al posto suo. Alla serata incontra un'altra ex allieva di nome Charlotte che ora è un chirurgo e, dopo esserci andato a letto insieme, trova il suo libretto per le prescrizioni, lo ruba e scappa via. Si scrive una falsa ricetta medica e va in una farmacia ma, mentre è in fila, si accorge di aver perso la catenina di suo padre; torna a casa di Charlotte ma lei è molto arrabbiata e non gli permette di entrare. A quel punto Kevin ha un crollo emotivo e decide di andare da Randall per chiedergli aiuto ma, quando arriva da lui, scopre che Kate ha perso il bambino che aspettava.
- Ascolti USA: telespettatori 10 050 000[14]

## Numero Due
- Titolo originale: Number Two
- Diretto da: Ken Olin
- Scritto da: K.J. Steinberg e Shukree Hassan Tilghman

### Trama
1997. Rebecca crede che Kate abbia bisogno di tempo per decidere a quali università inviare le domande di ammissione, mentre i suoi fratelli hanno già le idee piuttosto chiare. Visto che la ragazza è poco incline ad aprirsi con lei, approfittando della sua assenza, Rebecca entra nella sua camera e scopre che Kate ha preparato un'audiocassetta da inviare alla Berklee per provare ad essere ammessa. In seguito all'infortunio al ginocchio, Kevin deve essere operato e durante l'attesa in ospedale Rebecca ne approfitta per parlare con Kate e per dimostrarle il suo appoggio; la ragazza sembra essere convinta di non averne bisogno, ma sua madre le assicura che nei momenti difficili della vita lei ci sarà sempre.

Presente. Kate perde il suo bambino e reagisce piuttosto male; Toby cerca di starle accanto ma finiscono con il discutere. Intanto, appresa la notizia, Rebecca si precipita a casa di Kate per darle tutto il suo supporto e, per la prima volta, Kate lo accetta.
- Ascolti USA: telespettatori 9 340 000[15]

## Numero Tre
- Titolo originale: Number Three
- Diretto da: Ken Olin
- Scritto da: Shukree Hassan Tilghman

### Trama
1997. Randall sta preparando le domande di ammissione per l'università; suo padre vorrebbe che frequentasse Harvard, ma lui gli chiede di accompagnarlo a visitare anche la Howard. Durante la visita al campus ha occasione di incontrare alcuni suoi amici più grandi che la frequentano e si rende conto di sentirsi molto a suo agio all'interno di una comunità per lo più nera, a differenza delle persone con cui di solito condivide la quotidianità. Jack comprende i sentimenti di Randall e decide di parlargli del periodo più buio della sua vita, durante l'arruolamento in Vietnam.

Presente. La madre di Deja viene rilasciata ed è intenzionata a riprendersi sua figlia; va a casa di Randall e Beth e fa una sfuriata e questo fa imbestialire i Pearson, fermamente decisi a procedere per vie legali ed intentare una causa per l'affidamento di Deja. L'indomani, però, Randall e Beth si trovano d'accordo nella decisione di lasciarla tornare con sua madre. Rebecca telefona a Randall per dirgli del bambino di Kate e poco dopo Kevin bussa alla porta di suo fratello; nonostante sia pieno pomeriggio, fa incetta di vodka e poi decide di andare via. Quello di cui non si accorge, però, è che Tess si è intrufolata nella sua macchina; di lì a poco, una volante della polizia lo ferma e viene arrestato per guida in stato di ebbrezza.
- Ascolti USA: telespettatori 10 940 000[16]

## Ruota di scorta
- Titolo originale: The Fifth Wheel
- Diretto da: Chris Koch
- Scritto da: Vera Herbert

### Trama
1989. I Pearson vanno in vacanza in una baita per qualche giorno. Kevin ha l'impressione che Kate sia la prediletta di suo padre e che sua madre cerchi sempre di difendere Randall da tutto; comincia a sentirsi un po' escluso e di notte, durante un temporale, scopre che i suoi fratelli stanno dormendo nel lettone con i genitori. Ci resta un po' male e decide di mettersi a dormire sul pavimento. Durante la notte, però, Rebecca si sveglia e, vedendolo da solo sul pavimento, decide di andare a dormire accanto a lui.

Presente. Kevin viene mandato a seguire un percorso di riabilitazione e Toby trova scatole di cibo spazzatura nella pattumiera. Durante un incontro con Rebecca, Randall e Kate, la terapista di Kevin lo spinge a tirare fuori alcune cose della sua infanzia e a discuterne con la sua famiglia, ma questo provoca una grossa lite. Alla fine, però, tutti cercano di riappacificarsi e Kate confessa a Toby che dopo l'aborto ha ripreso a mangiare smisuratamente cibo di nascosto.
- Ascolti USA: telespettatori 9 650 000[17]

## La scatola
- Titolo originale: Clooney
- Diretto da: Zetna Fuentes
- Scritto da: Bekah Brunstetter

### Trama
1998. Kate chiede a Rebecca di accompagnarla al centro commerciale per comprare un abito da indossare al ballo d'inverno e, su idea di Jack, decidono di andare tutti insieme. Mentre prova gli abiti nel camerino, però, Kate inizia a piangere a causa del suo corpo e scappa via, facendo preoccupare sua madre. Nel frattempo, Jack trova un vestito per Kevin e Randall chiede di uscire ad una ragazza di nome Allison. Jack confessa a Rebecca la sua idea di lasciare il suo lavoro per mettersi in proprio ed aprire un'impresa di costruzioni. Inoltre, scopriamo che l'allarme antincendio di casa Pearson è stato disattivato.

Presente. Kevin finisce la sua riabilitazione e va a stare per un po' a casa di sua madre, ma ben presto inizia a sentire la presenza di Miguel come un peso. Kate scopre che Madison soffre di bulimia e cerca di aiutarla, raccontandole di quando da adolescente (dopo la morte di suo padre) aveva perso peso e non riusciva più a trovare se stessa, perché aveva capito di sentirsi a suo agio solamente in un corpo grasso. A Randall viene data una scatola contenente alcuni effetti personali di William tra cui un quaderno di poesie; sfogliandolo, scopre che probabilmente suo padre aveva una relazione con una sua vecchia vicina di casa e cerca di rintracciarla in tutti i modi. Quando va nel suo vecchio appartamento, però, scopre che la poesia non era dedicata ad una donna in carne ed ossa. Inoltre, confessa a Beth di voler comprare un vecchio palazzo per farne alloggi popolari che siano dignitosi e confortevoli.
- Ascolti USA: telespettatori 9 820 000[18]

## Super Bowl
- Titolo originale: That'll Be the Day
- Diretto da: Uta Briesewitz
- Scritto da: Kay Oyegun e Don Roos

### Trama
1998. I Pearson si preparano alla giornata del Super Bowl ma Randall decide di uscire con Allison e Kevin decide di andare da Sophie per festeggiare la sua ammissione alla NYU, nonostante sia frustrato dal fatto che lui dovrà frequentare un'università pubblica, e finisce per litigare con i suoi genitori. Alla fine anche Kate decide di uscire per andare a vedere la partita a casa di amici e Jack propone a Rebecca di essere la sua socia in affari per l'impresa di costruzioni che intende avviare. Dopo la partita Kate e Randall tornano a casa, mentre Kevin telefona a casa per avvisare che sarebbe rimasto a dormire da Sophie. Durante la telefonata chiede scusa a sua madre per il suo comportamento e, quando Rebecca gli domanda se voglia parlare anche con suo padre, Kevin le dice che gli avrebbe parlato l'indomani. Prima di andare a dormire, Jack decide di lavare i piatti e rassettare la cucina; spegne uno degli elettrodomestici ma questo, essendo difettoso, prende fuoco e provoca un grosso incendio.

Presente. Randall e Beth fanno una riunione di condominio con gli inquilini del palazzo che hanno deciso di ristrutturare, ma la situazione gli sfugge di mano; gli inquilini iniziano a lamentarsi per alcuni problemi e Randall, con l'aiuto di Kevin, inizia ad occuparsene personalmente ma alla fine è costretto ad evacuare momentaneamente l'edificio a causa di un'infestazione di scarafaggi. Toby vorrebbe adottare un cane ma quest'idea mette molta angoscia a Kate che però, nonostante le sue incertezze, decide di farlo felice. Kevin va da Sophie per chiederle scusa e, tornato a casa, trova tra la posta una busta con la collanina della motivazione che gli aveva dato suo padre.
- Ascolti USA: telespettatori 9 370 000[19]

## La domenica del Super Bowl
- Titolo originale: Super Bowl Sunday
- Diretto da: John Requa e Glenn Ficarra
- Scritto da: Dan Fogelman

### Trama
1998. L'incendio ha ormai raggiunto il piano superiore della casa e Jack riesce a portare Rebecca, Randall e Kate fuori dalla casa, calandoli giù con delle lenzuola. Il loro cagnolino però è rimasto in casa e Jack riesce a trovare anche lui, portandolo in salvo. Dopo aver portato Kate e Randall da Miguel, Rebecca porta Jack in ospedale per un controllo. Dopo essersi allontanata per telefonare, viene raggiunta da un medico che le comunica la morte di Jack dovuta alle inalazioni di fumo.

Presente. Come ogni anno, il giorno del Super Bowl, Kate riguarda il filmato girato da suo padre 20 anni prima, ma il videoregistratore rovina il nastro. Rebecca prepara le lasagne, che erano il piatto preferito di Jack. Randall decide di festeggiare perché la giornata del Super Bowl era in assoluto la ricorrenza preferita di suo padre ed organizza una festa con tutti gli amici delle sue figlie. Kevin ripensa ancora alle ultime terribili parole che aveva scambiato con suo padre quella sera prima di uscire. Deja si presenta a casa di Beth e Randall.

Futuro. Tess diventa un'assistente sociale.
- L'episodio in America è stato trasmesso subito dopo il Super Bowl LII e, con un seguito di 26,97 milioni di telespettatori, ha segnato, secondo la Nielsen Media Research, il record di episodio più guardato della serie fino a quel momento; si è anche aggiudicato il titolo di seconda trasmissione televisiva d'intrattenimento più seguita, dopo l'episodio post-Super Bowl di Dr. House del 2008.[20]
- Ascolti USA: telespettatori 26 970 000[21]

## La macchina
- Titolo originale: The Car
- Diretto da: Ken Olin
- Scritto da: Isaac Aptaker e Elizabeth Berger

### Trama
1989. I Pearson si recano in una concessionaria per acquistare un'auto; nonostante il loro budget non sia elevato e vorrebbero prendere una vettura economica, Jack decide di spendere un po' di più per acquistare l'auto che piace ai ragazzi: una Jeep Wagoneer. Poco tempo dopo, per tranquillizzarla dopo una risonanza magnetica, Jack porta Rebecca al suo albero preferito e le chiede di non seppellirlo sottoterra quando arriverà la sua ora.

1998. Rebecca e i ragazzi vanno al cimitero per i funerali di Jack e poi, al rinfresco, Kevin litiga con Randall. Rebecca riceve la visita del dottore che aveva fatto nascere i gemelli, il quale riesce a farla sentire un po' meglio. Arrivata la sera, Rebecca porta i ragazzi all'albero di Jack e decidono di spargere lì le sue ceneri, ma Kate chiede a sua madre di poterne tenere un po'.
- Ascolto USA: telespettatori 10 130 000[22]

## Las Vegas, baby
- Titolo originale: Vegas, Baby
- Diretto da: Joanna Kerns
- Scritto da: Laura Kenar

### Trama
1989. Jack e Rebecca hanno sempre festeggiato il loro anniversario con regali e sorprese ma per una volta, su richiesta di Rebecca, scelgono di non festeggiare. A questa notizia, i bambini decidono di prendere in mano la situazione e di organizzare una cena per i loro genitori, ma non va a buon fine. Quando vanno a dormire, però, Jack e Rebecca trovano la vera sorpresa: un mare di lucine accese e tutto pronto per guardare la pioggia di meteoriti.

Presente. Beth e Randall devono partire per Las Vegas per partecipare alle feste di addio al nubilato e celibato di Kate e Toby ma, qualche settimana prima, Deja si era presentata a casa loro per chiedergli dei soldi per pagare una bolletta ed ora Randall è preoccupato perché lei potrebbe aver bisogno di qualcos'altro e loro saranno lontani. Durante la festa di Toby, Kevin incontra un'attrice con cui ha lavorato per il film di Ron Howard e lei gli dice che tutte le sue scene sono state tagliate; a quel punto Kevin, le cui scene erano state girate principalmente insieme a lei, inizia a pensare che anche la sua parte possa essere stata tagliata e rischia di ricadere nell'alcolismo, per cui decide di tornare nella sua stanza. Nel frattempo, Randall riceve una chiamata da Deja ma non è nulla di importante; alla sua domanda circa la bolletta del gas, però, Deja risponde tentennando e lui intuisce che qualcosa non va. Cerca di raggiungere Beth ma finiscono per litigare ed alla fine ci va di mezzo anche Kate. Randall e Kevin decidono di andare da Toby per farsi perdonare di aver abbandonato la sua festa e Kate va a chiedere scusa a Beth la quale, per la prima volta, si lascia andare e le confessa i suoi sentimenti dopo la storia dell'affidamento di Deja. Toby convince Kevin a chiamare Ron Howard e scopre, così, di non essere stato affatto tagliato dal film. Di ritorno da Los Angeles, Beth e Randall decidono di andare a casa di Deja ma scoprono che non abita più lì; tornando a casa a piedi, però, scoprono che adesso lei e sua madre vivono in auto.
- Ascolti USA: telespettatori 9 740 000[23]

## Questa grande, meravigliosa, bellissima vita
- Titolo originale: This Big, Amazing, Beautiful Life
- Diretto da: Rebecca Asher
- Scritto da: Kay Oyegun

### Trama
L'episodio ripercorre la vita di Deja a partire dalla sua nascita, quando Shauna era appena sedicenne. A prendersi cura di lei era la sua bisnonna materna ma, dopo la sua improvvisa morte, Shauna cerca di prendere in mano la sua vita per dare a sua figlia una vita dignitosa. Ben presto però inizia un circolo vizioso di uomini sbagliati e bollette non pagate e quando una sera Deja finisce in ospedale per un incidente domestico, gli assistenti sociali la portano via e la mandano in una famiglia affidataria. Dopo varie esperienze di affido, Deja arriva a casa di Randall e Beth; quando poi torna a vivere con sua madre, ben presto ricominciano i soliti vecchi problemi.

Presente: Dopo aver trovato Deja e sua madre che dormivano in auto, Randall e Beth decidono di ospitarle, almeno temporaneamente, a casa loro. Deja torna nella sua vecchia camera e Shauna, dopo un'attenta riflessione, decide di andare via e lasciarla lí.
- Ascolti USA: telespettatori 8 900 000[24]

## Il matrimonio
- Titolo originale: The Wedding
- Diretto da: Ken Olin
- Scritto da: Isaac Aptaker e Elizabeth Berger

### Trama
Kate e Toby celebreranno il loro matrimonio alla baita dei Pearson; Randall si occupa dei regali per gli invitati e Kevin, invece, della preparazione della location. Kate vorrebbe indossare una vecchia maglietta di Jack sotto al suo abito da sposa, ma Toby dimentica di metterla in valigia. Per scongiurare una crisi, Kevin e Randall cercano tutti gli oggetti di Jack presenti alla baita e sperano che la sposa riuscirá ad accontentarsi di uno di quei vecchi arnesi. Nel frattempo Deja è sempre più distante dai Pearson a causa dell'abbandono di sua madre, nonostante tutti gli sforzi di Randall e Beth. L'incontro con la zia Zoe, però, sembra riuscire ad addolcirla un po'. Il matrimonio e gli imprevisti causano in Kate una tempesta di pensieri; continua a fare sempre lo stesso sogno, ma Rebecca le fa notare che in questo sogno Toby non è mai presente. Questo fa riflettere molto Kate, che finalmente riesce a capire quale sia il problema: finché l'unico uomo della sua vita sarà Jack, non potrà fare posto a Toby. Decide quindi di lasciare andare suo padre, disperdendo le sue ceneri in un luogo per lei molto significativo. Prima del matrimonio, inoltre, Kate ha la possibilità di chiarirsi finalmente con sua madre, confessandole che tutte le loro incomprensioni derivavano dal fatto che avrebbe sempre voluto essere come lei. Dopo la celebrazione e il Brindisi di Kevin e Randall, Deja decide di prendere a bastonate l'auto di Randall.
- Ascolti USA: telespettatori 10 940 000[25]